# Francisco de Borja y Miguel
Francisco de Borja y Miguel de Heredia (Santafé de Bogotá, 1609 - Trujillo, 1689) fue un sacerdote católico español, sexto obispo del Tucumán entre 1668 y 1679 y décimo séptimo obispo de Trujillo entre 1679 y 1689.

## Biografía

Escudo de armas del Ducado de Gandía de los Borja o Borgia

Francisco de Borja y Miguel nació en la ciudad de Bogotá en 1609. Fue hijo de Juan de Borja y Armendia, presidente de la Real Audiencia de Santafé de Bogotá, y de Violante Miguel de Heredia. Fue bisnieto de San Francisco de Borja, quien a su vez este último era bisnieto del papa Alejandro VI (Rodrigo de Borja) y del rey Fernando II de Aragón. Tío de Juan Bautista Borja y Larraspuru.
Francisco de Borja estudió en el Colegio-Seminario de San Bartolomé, de su ciudad natal, donde también fue ordenado sacerdote. Obtuvo el título de doctor en teología en la Universidad de San Antonio de Porta Coeli o Universidad de Sigüenza.
En su juventud fue tesorero de la Catedral de Bogotá, siendo posteriormente trasladado a la de Charcas, con el cargo de arcediano, alcanzando posteriormente el cargo de deán.
En 1664 fue nominado para obispo del Tucumán, con sede en la ciudad de Santiago del Estero. No obstante, debió ser nuevamente nominado en 1688, tras lo cual fue nombrado por el papa Clemente IX el 17 de septiembre de ese año. Marchó hacia la provincia del Tucumán, llegando a San Salvador de Jujuy en septiembre de 1670. Fue consagrado el 16 de marzo de 1671, fecha en la que también fue canonizado su bisabuelo San Francisco de Borja. Se esperó hasta entonces para que él celebrara su primera misa pontificial, que la hizo en el Colegio de la Compañía de Jesús.
Durante los nueve años que había estado vacante el obispado, este había sido gobernado por el deán Juan Manuel Mercadillo y Patiño, un personaje singularmente ambicioso, que había subastado los diezmos cobrados por la diócesis en su propio provecho, e intentado infructuosamente hacerse elegir obispo. El nuevo obispo lo desplazó de su cargo y lo envió lejos de su diócesis.
Se apoyó en todo lo que pudo en la Compañía de Jesús, que resultó un aliado eficaz para reformar el clero y para sus planes misioneros; anualmente los envió en sucesivas misiones apostólicas por todos los pueblos de su diócesis, que el obispo parece no haber visitado en su totalidad. Pidió y obtuvo la colaboración de los jesuitas para fundar una misión en el Valle de Zenta, que sería fundada tras su partida y destruida dos años más tarde.
Durante su mandato se produjo una gran creciente del río Dulce, que destruyó parte de la ciudad de Santiago del Estero y causó la destrucción casi total de la Catedral. A raíz de este incidente, el obispo Borja prestó su apoyo al inicio de los trámites para llevar la sede episcopal desde Santiago del Estero a Córdoba, tras una gran inundación en el año 1673.
Durante su gestión se inició la devoción a Nuestra Señora de la Consolación de Sumampa. Por lo demás, fue un prelado bondadoso y amigable, que evitó los conflictos con las autoridades políticas e incluso con el clero local. Su gestión fue calificada como de acierto y de paz, por su vigilancia y celo.
En 1680 fue nombrado obispo de Trujillo, en el Perú, diócesis que había estado vacante muchos años. Durante su gestión terminó las murallas de la ciudad, que fue sacudida por un fuerte terremoto.
Falleció en Trujillo, en abril de 1689, con 59 años de edad. Fue sepultado en el altar mayor de la Catedral de Trujillo.